# Ілліс кворум

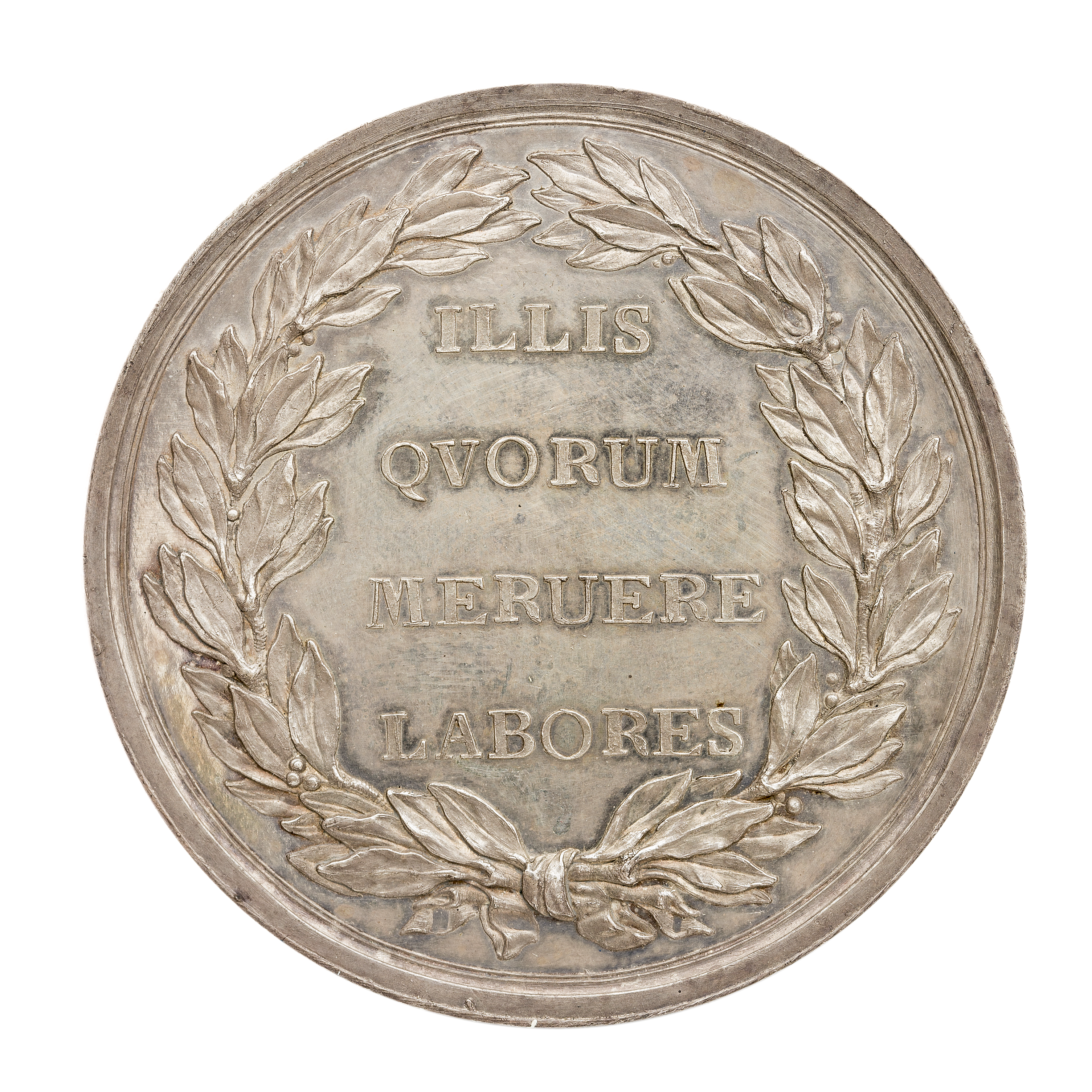
Аверс медалі

Ілліс кворум (лат. Illis quorum meruere labores, дослівно: «Для тих, чиї справи роблять їх гідними цього») — шведська золота медаль, що вручається за видатні заслуги перед шведською культурою, наукою чи суспільством.

## Історія
Нагороду засновано 1784 року указом короля Густава III і вперше присуджено 1785 року. До 1975 року медаль присуджував король Швеції. Нині нагородження здійснює уряд Швеції, це найвища державна нагорода, якою уряд може відзначити громадянина Швеції. Медаль одержують близько семи осіб на рік.
Медаль із золота діаметром: 56 мм, 43 мм, 33 мм і 24 мм, яку носять на ланцюгу на шиї або на грудній колодці, залежно від рівня нагороди. Медаль увінчана королівськими коронами, на звороті вміщено портрет правлячого короля.

## Неповний список нагороджених золотою медаллю Ілліс кворум
У різні роки медаллю «Illis quorum» нагороджені:
- 1873 — Софія Вілкенс, педагог, піонерка в навчанні дітей з розумовою неповноцінністю, а також глухонімих
- 1883 — Лея Альборн, медальєр
- 1890 — Карін Олін, вчителька, засновниця школи в Стокгольмі
- 1895 — Софі Адлерспаре, піонерка руху із захисту прав жінок у Швеції. Засновниця та редакторка першого скандинавського журналу для жінок
- 1895 — Еммі Раппе, піонерка і родоначальниця системи навчання медичних сестер у Швеції
- 1899 — Еллен Бергман, музикантка і правозахисниця
- 1904 — Анна Сандстрем, педагогиня, реформаторка жіночої освіти у Швеції
- 1914 — Юлія Сведеліус, письменниця
- 1918 — Анна Вітлок, журналістка, педагогиня-реформаторка, суфражистка, феміністка.
- 1920 — Ельза Брендстрем, «янгол Сибіру» (нім. Engel von Sibirien), п'ять разів була кандидаткою на здобуття Нобелівської премії миру
- 1927 — Сельма Лагерлеф, письменниця, перша жінка, що отримала Нобелівську премію з літератури (1909)
- 1938 — Грета Адріан, викладачка фізичного виховання.
- 1946 — Найма Сальбом, хімікиня
- 1952 — Рауль Валленберг, дипломат, який урятував життя десятків тисяч угорських євреїв у період Голокосту
- 1978 — Астрід Ліндґрен, письменниця
- 1979 — Інгрід Бергман, акторка
- 1981 — Бірґіт Нільссон, оперна співачка
- 1985 — Астрід Ліндґрен, письменниця
- 1986 — Грета Гарбо, акторка
- 1987 — Свен Улоф Андерссон, державний діяч
- 1988 — Ерік Еріксон, диригент
- 1993 — Лассе Льонндаль, співак
- 1994 — Керстін Деллерт, оперна співачка
- 1995 — Стен Андерссон, політик
- 1995 — Сверкер Остром, дипломат
- 1995 — Маргарета Крок, актриса
- 1996 — Улоф Лаґеркранц, поет
- 1997 — Рудольф Мейднер, економіст
- 2002 — Ула Ульстен, політик
- 2002 — Пер Ангер, дипломат
- 2002 — Ілон Вікланд, художниця
- 2002 — Моніка Зеттерлунд, акторка, співачка
- 2003 — Аліс Бабс, акторка, співачка
- 2003 — Биргітта Даль, політикиня, громадська діячка
- 2005 — Леннарт Юганссон, президент УЄФА в 1990—2007 роках
- 2005 — Янне Шаффер, музикант
- 2005 — Єгуда Бауер, історик
- 2009 — Барбру Ліндгрен, письменниця
- 2010 — Ганс Рослінг, медик, один із засновників Шведського відділення міжнародної організації «Лікарі без кордонів»
- 2010 — Бернт Русенґрен, музикант
- 2012 — Гунілла Бергстрем, письменниця
- 2016 — Ян Еліассон, дипломат, Голова Генеральної Асамблеї ООН (2005—2006)